# 베로니카, 죽기로 결심하다 (2005년 영화)
《베로니카, 죽기로 결심하다》(일본어: ベロニカは死ぬことにした)는 2005년 공개된 일본의 영화이다.

## 출연

### 주연
- 마키 요코
- 이완

### 조연
- 후부키 준
- 나카지마 토모코
- 오기노메 케이코
- 타키가와 유미
- 이치무라 마사치카

## 기타
- 원작자: 파울로 코엘료
- 협력프로듀서: 인다 토모유키
- 협력프로듀서: 코바야시 카츠에
- 미술: 하야시 치나
- 의상: 이토 사치코